# Svedkovia Liehovovi
Svedkovia Liehovovi jsou slovenské náboženské hnutí, které vzniklo v roce 2018 jako parodie na křesťanství a usiluje o registraci jako církev. Podle slovenského sčítání lidu roku 2021 se k němu přihlásilo 14 207 lidí.

## Věrouka a terminologie
Hlavní tváří hnutí je stand-up komik Gabriel Žifčák, prezentovaný jako archnalej Gabrilej (zjevná parodie na archanděla Gabriela) či též pípež (papež) nové církve. I z dalších projevů je zřejmé, že používá slovník parodující křesťanské či jiné náboženské reálie (Ježíš = Liehžiš, Jehova = Liehova, Písmo svaté = Písmo zjeté, Bible = Bibleja; pozorujeme podání biblických příběhů, citováno je například evnalejum zjetého Matúša - evangelium svatého Matouše, svátky - Všech svatých = sviatok Všetkých zjetých, pozdrav "Vypálen buď Pán Liehus Špiritus." - Pochválen buď Pán Ježíš Kristus; odpovědí je "Doplna nalej!" - případně ve zkrácené verzi pozdravu: "Vypálen!" "Doplna!") atd. "Věřící" či sympatizanti se nazývají piči a pičky. (Je výslovně upozorňováno, že tyto názvy jsou odvozeny od slova pít.)

## Veřejné dění
Hnutí se angažuje, podobně jako různá malá náboženská společenství, ale i tradiční církve, ve věci změny zákona o registraci církve a náboženské společnosti.
Gabriel Žifčák se však na Slovensku angažuje i v protialkoholní kampani. Každé video tak obsahuje na konci titulek Pite s vierou. Od 18 rokov.
V lednu 2021 hnutí vzbudilo zájem českého religionistického časopisu Dingir v souvislosti se slovenským zákonem o registraci církví, u nějž více menších náboženských společenství na Slovensku usiluje o snížení kvót pro registraci nových církví a náboženských společností. V souvislosti se sčítáním lidu na Slovensku hovořil Gabo Žifčák i pro portál Startitup.sk, jehož článek rozebíral konkrétní aspekty sčítání lidu a přihlášení se k náboženské víře.

## Dosah a působení
Svedkovia Liehovovi jsou převážně slovenským fenoménem, sledující mají však i v České republice. Díky rostoucímu zájmu archnalej Gabrilej natočil video ke sčítání lidu v ČR.
Gabriel Žifčák poskytl v únoru 2022 rozhovor i Náboženskému infoservisu. Hovořil nejen o organizaci a víře Svědků Liehovových, ale také o okolnostech a možnostech registrace náboženských společenství na Slovensku.
Hovořil rovněž o roli církve ve slovenské společnosti.